# Louis Ier de Neuchâtel
Louis Ier de Neuchâtel, né le 2 mars 1305 et mort le 10 juin 1373, comte de Neuchâtel de 1325 à 1373, citoyen de Besançon en 1343 en prêtant serment de fidélité au Saint-Empire Romain. Il est le fils de Rodolphe IV de Neuchâtel et d'Eléonore de Savoie-Vaud,.

## Biographie
Dès son investiture à la tête du comté il entreprend l'achat de plusieurs fiefs indépendants près du Landeron (la terre de la Fugue de Cressier, le moulin de Vyle, le fief de Conrad de Nidau, celui de Roud de Cellier, de Jean de Busses, de Jean Despignes, de Jean de Maches, d'Henri de Salenove, de Jean Vaucher, d'Estevenin Vauchier, et de Jean d'Espaignier), ceci fait tous ces fiefs sont remis à leurs anciens propriétaires en 1329 à charge pour eux d'en reporter l'hommage féodal à Louis de Neuchâtel. 
En 1343 il accorde leurs franchises aux habitants de Boudry ; bien que cette région ne soit pas très peuplée cet acte avait pour finalité d'y retenir les habitants afin qu'ils assurent l'entretien du pont qui franchissait l'Areuse : « ...aucun bourgeois de Boudry ne pourra faire serment à une autre ville et y prendre bourgeoisie sans sa permission... Il permet de recevoir au nombre de leurs bourgeois tous ceux qui en seront dignes, tellement que si les bourgeois reçus ne sont pas de son domaine, ni de ses féodaux, ils pourront demeurer dans la ville de Boudry ou dehors de la ville, soit ailleurs où ils voudront, aussi longtemps qu'ils voudront obéir à la dite communauté. Louis, comte de Neuchâtel, déclare les bourgeois de Boudry et leurs successeurs libres, et les exempte à perpétuité de toutes tailles et exactions: lesquelles choses il leur promet par serment d'observer exactement et de les y maintenir. Le sceau du comte est apposé à l'acte, daté du 12 septembre 1343 », par ce document Boudry est érigé en bourgeoisie avec la possibilité d'avoir des maîtres-bourgeois (qualité de magistrat octroyée grâce aux franchises, auparavant ils étaient qualifiés de "ministraux" c'est-à-dire de "serviteur"), des bannerets (le gardien et protecteur de la ville) et le droit de police. L'année suivante Louis reçoit le serment de fidélité de Pierre d'Estavayer. 
En 1345 Louis créé le fief de Bellevaux qu'il donne à Girard de Bellevaux et Éléonore son épouse ; ce fief consiste alors en une dizaine de serfs, une maison avec sa cour et un jardin, trois autres jardins, une vigne dite « clos de Bellevaux », huit prés, trente-deux pièces de terre au Val-de-Travers et les moulins de l'Areuse. En 1347 il obtient, de la part de Charles IV du Saint-Empire, le droit de « battre monnaie d'or et d'argent » et de faire des péages en particulier à la « tour Bayard ». La même année Louis élève Thielle en châtellenie et établit un châtelain et gouverneur à Neuchâtel en la personne d'Othon de Vaumarcus, fils de Pierre III de Neuchâtel-Vaumarcus. Deux ans plus tard, Louis et Jean II de Neuchâtel-Valangin, comte d'Aarberg, se saisissent de tous les biens de Jacquier de Savagnier, décédé en 1340 sans enfants, Louis et Jean inféodèrent Othenin de Cormondrèche, dit « le Bel », de ce fief le Ier novembre 1350. 

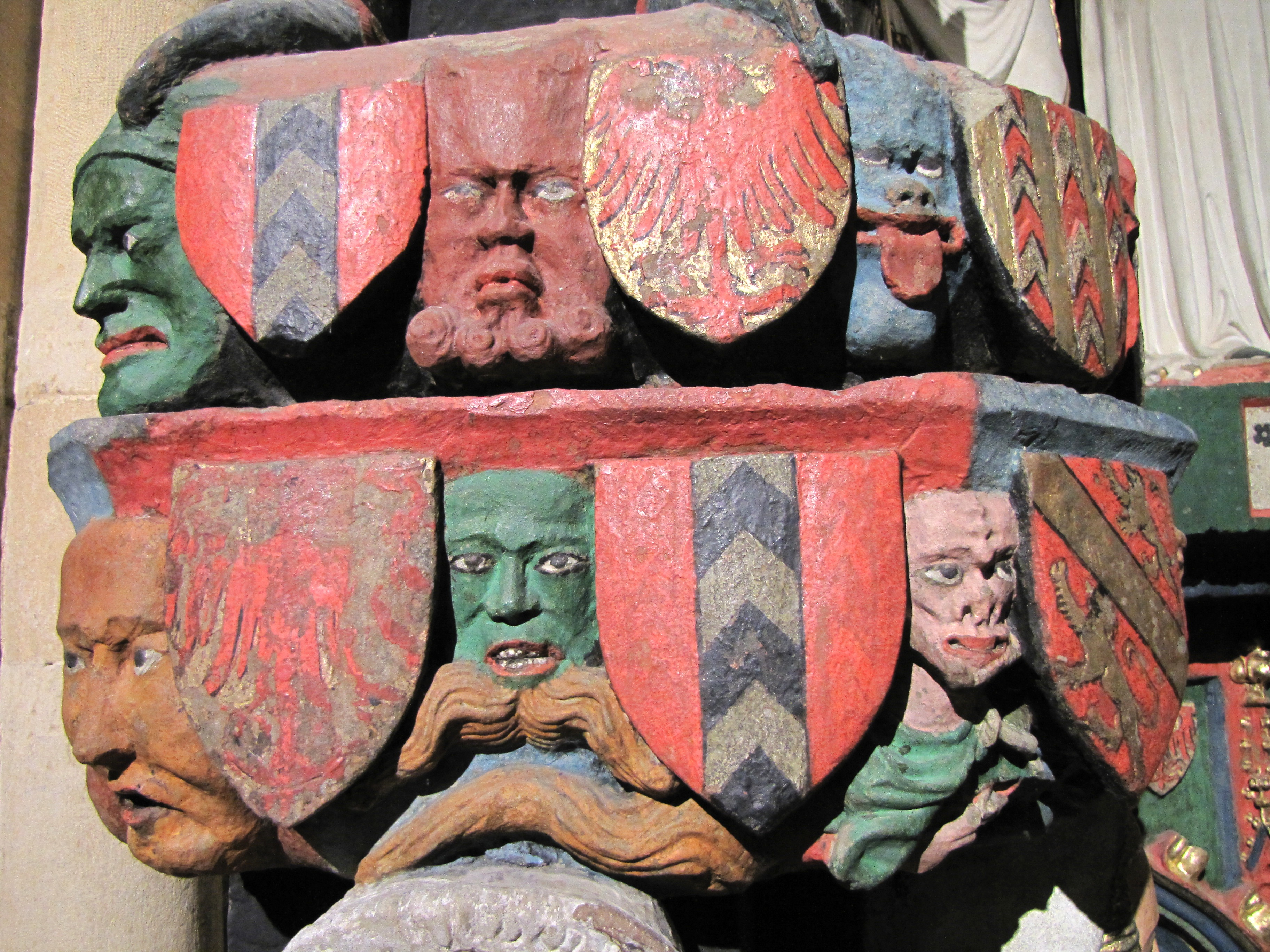
Détail du cénotaphe des comtes de Neuchâtel.
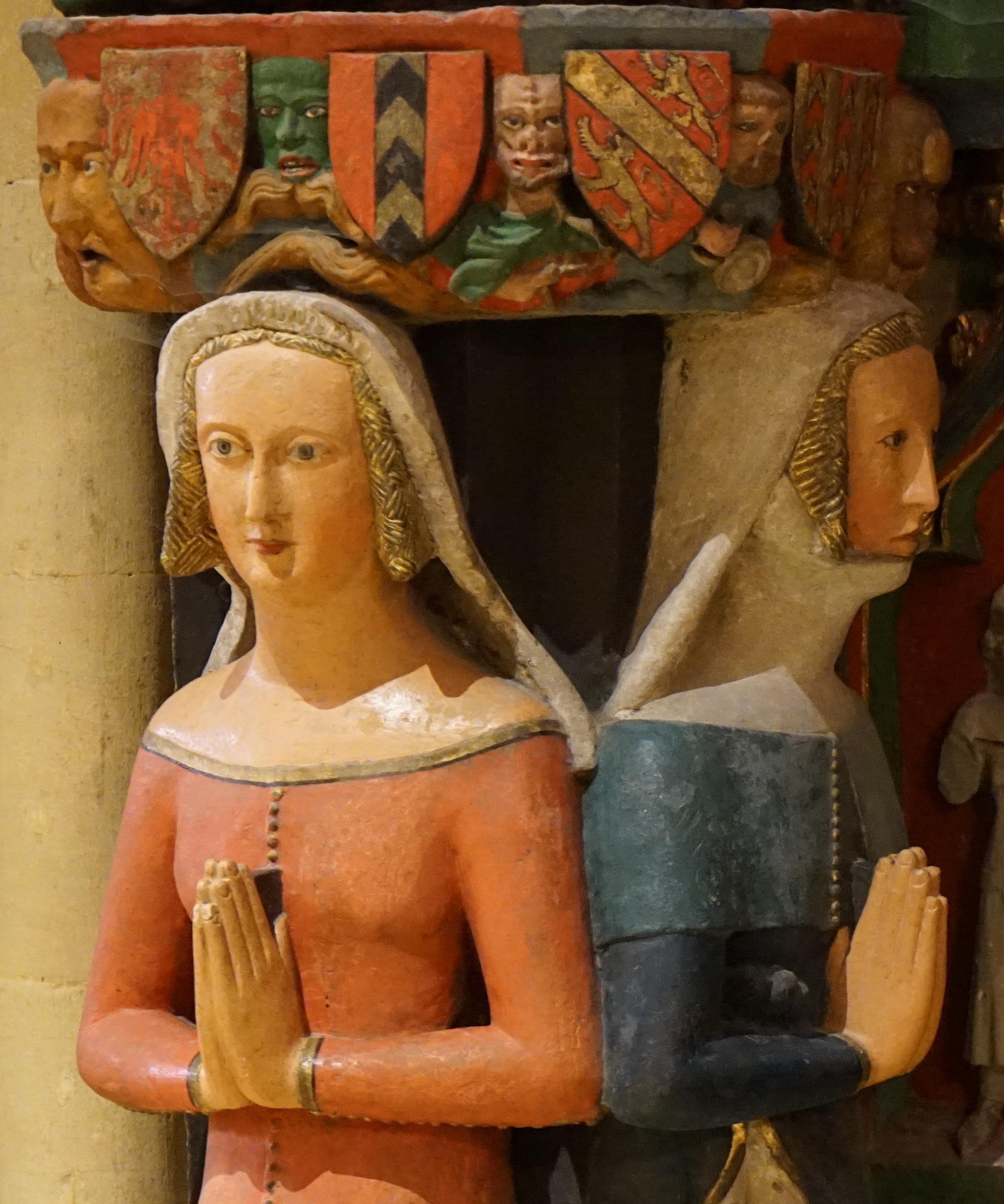
Les filles Isabelle et Varenne du comte Louis.
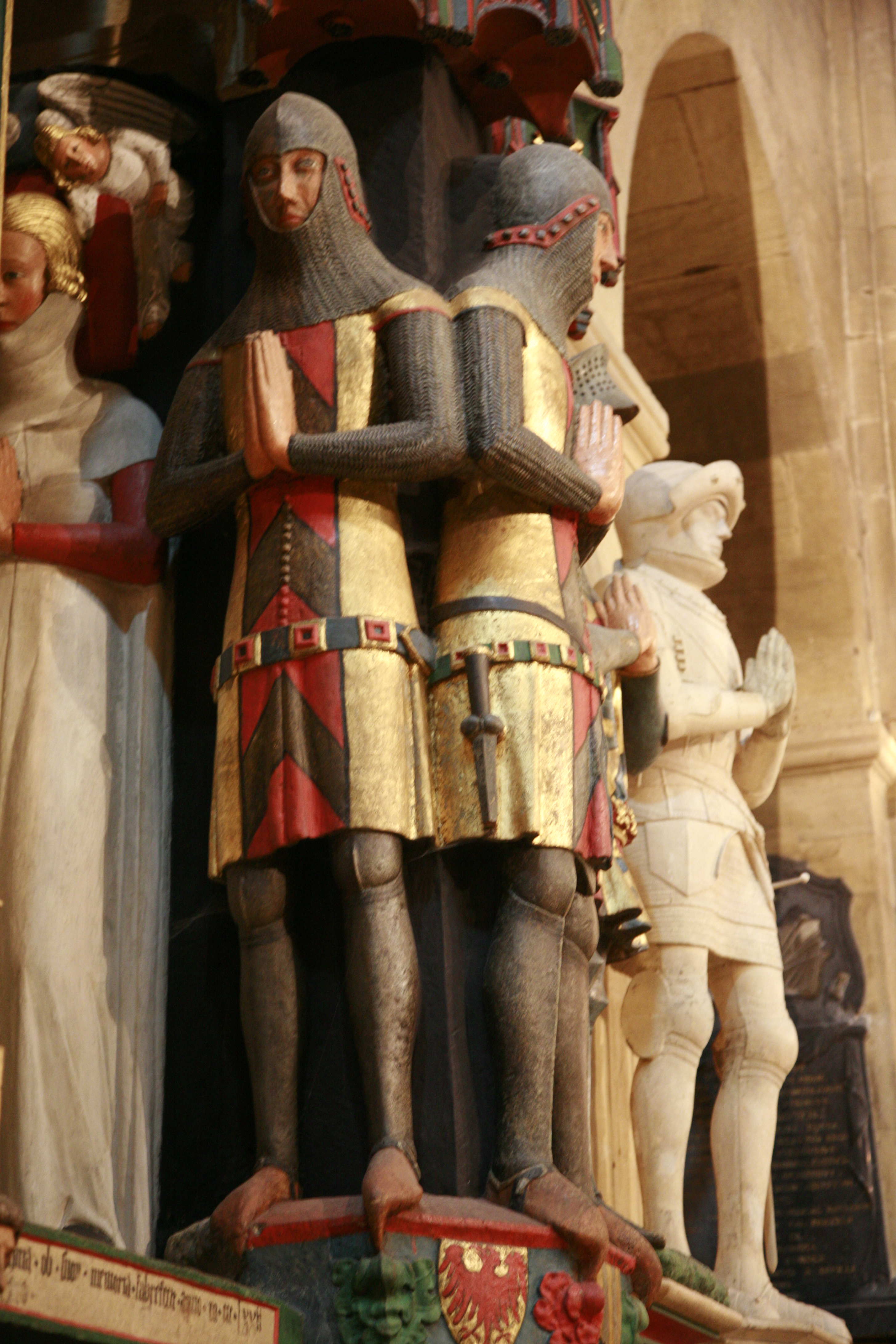
Deux des 4 hommes en armure.

La même année les anciens différends existant entre les comtes de Neuchâtel et les barons de Grandson se ravivent. Cette fois ils ont pour origine les limites séparant les seigneuries des Grandson de celles des Neuchâtel au Val-de-Travers, ainsi que la propriété de Vaumarcus et Boudry que le baron de Grandson considérait comme son fief. Des arbitres furent désignés (Thiébaud de Bourgogne, Jacques et Hugues et Henri de Vienne, Jean et Henri de Faucogney) qui fixèrent les délimitations des deux seigneuries : la frontière serait la ligne droite tirée depuis Bullet jusqu'à Rochefort, tout ce qui était à l'est de cette ligne appartenant aux Neuchâtel.
En 1351 Louis et Pierre de Neuchâtel-Aarberg participent, aux côtés d'Albert II, à la guerre que l'Autriche déclara à Zurich. Trois ans plus tard Charles IV, cette fois-ci en qualité d'empereur, confirme sa donation de 1347 et donne à Louis le droit de régale qu'il avait sur le comté de Neuchâtel, le droit d'établir des péages et la justice criminelle. Le 2 mai 1357 Louis Ier rend l'hommage féodal à Jean II de Chalon-Arlay ; à cette occasion il précise les possessions du comté de Neuchâtel objet de l'hommage : « les châteaux de Thielle, de Boudry, de Vaumarcus, de Vautravers et de Rochefort, le Vautravers, tout ce qu'il possédait au Val-de-Ruz, la ville de Boudevilliers el ses appendices, toute la baronnie de Neuchàtel en toute son étendue, soit en justice, en péages, en rentes, en bois, en aiguës, en villes, en prés, en champs, en vignes et en toutes autres choses quelles qu'elles soient... », à la même époque les autres biens du comte sont : « les dîmes de blé et de vin qu'il tenait dans sa terre et qui étaient du fief de l'église de Notre-Dame de Lausanne, comme aussi la place du Landeron et la ville....la ville de Cressier...la terre qu'on appelle la Fuge de Cressier...le moulin Vyle...le fief de Conrad de Nidau...le fief de Jean de Busses...le fief de Roud de Cellier...le fief de Jean Despignes... le fief de Jean de Mâches...le fief de Henri de Salenove...le fief de Conrad de Salenove...le fief de Jean de Vauthier...le fief des hoirs d'Esthévenin Vauthier...le fief de Jean d'Espagnier...le fief du châtel de Gorgier...le fief de Valangin...le fief du seigneur de Joux, qui git dans le Vautravers... ». En 1359 il est nommé conseiller de Rodolphe IV duc d'Autriche. En 1373, sentant sa fin prochaine, il fait bâtir un mausolée dans la Collégiale de Neuchâtel et corrige son testament. Ses trois fils étant décédés il institue héritières ses filles Isabelle et Varenne.

## Mariages et descendances

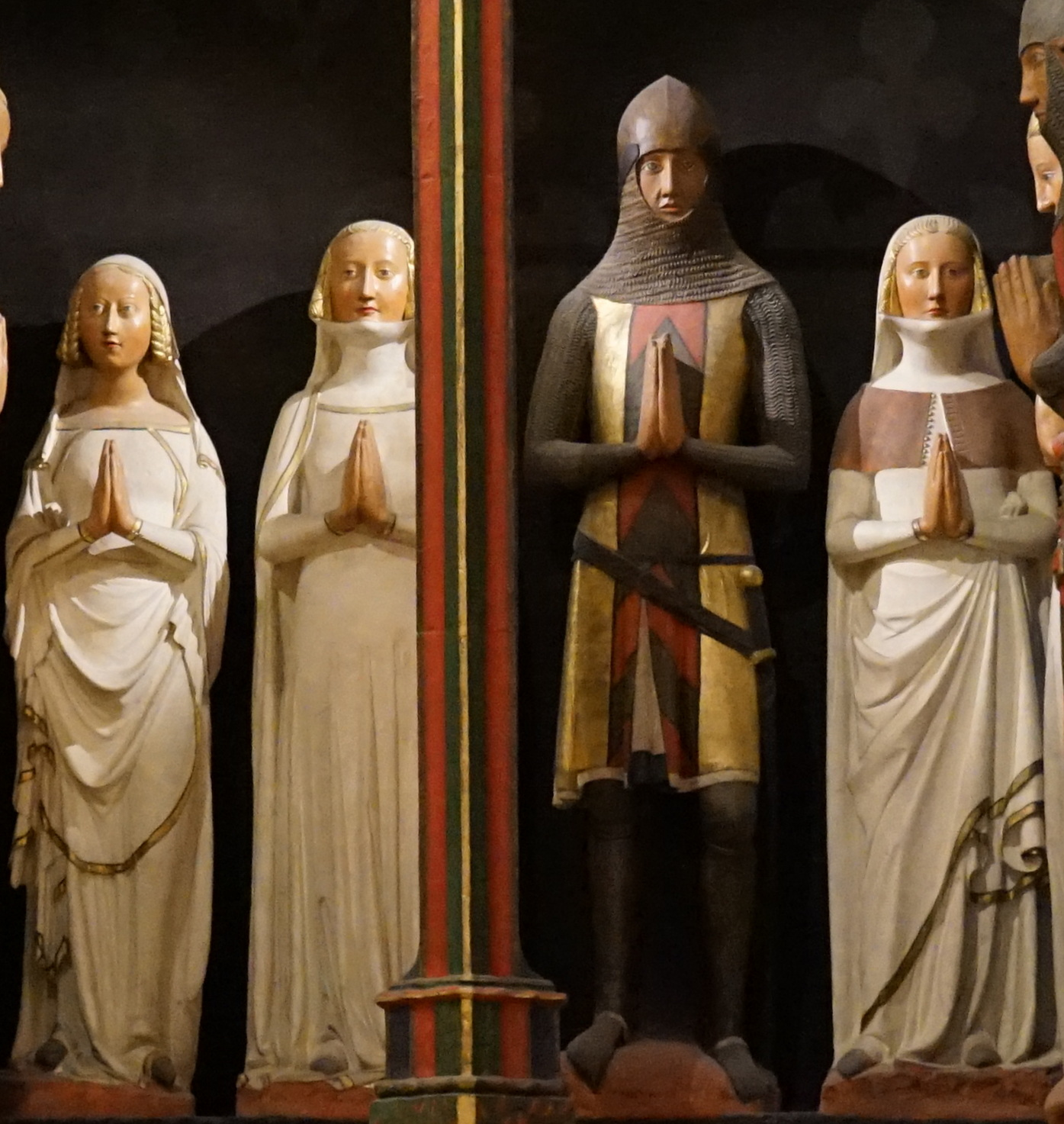
Tombeau des Neuchâtel : Louis et ses femmes.

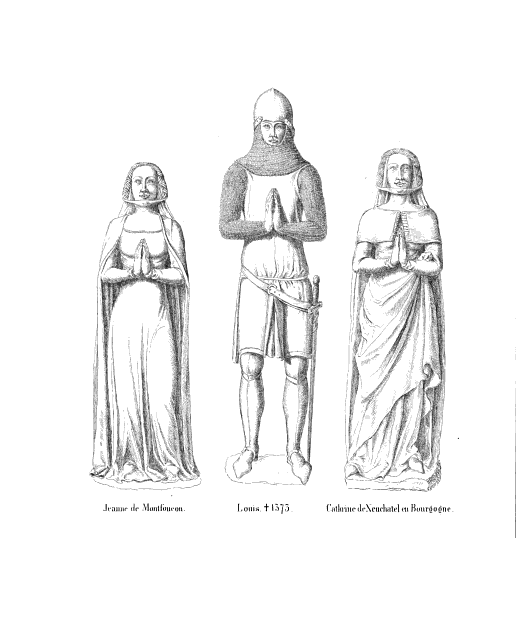
Tombeau des Neuchâtel : Jeanne de Montfaucon - Louis - Catherine de Neuchâtel-Urtières.

Il épouse en 1323/25 Jeanne, fille de Jean II de Montfaucon (issu des Montfaucon-Montbéliard) ; puis en secondes noces en 1339/43 Catherine (? - 1365/66), fille de Thiébaud IV de Neuchâtel-Bourgogne et d'Agnès de Geroldseck ; et en troisièmes noces en 1369 Marguerite, fille d'Hugues de Wuflens ou de Duyn,, (veuve celle-ci épousera Jacques de Vergy, seigneur d'Autrey).

Du premier mariage il a :
- Jean de Neuchâtel-Vaumarcus ou Jean de Montfaucon[6], dit "le Bel", seigneur de Vaumarcus, (1334 - 1369), il épouse Jeanne de Faucogney, il a un enfant illégitime Girard (? - 1397) qui épouse Isabelle de Compey,
- Isabelle, (? - 1395), elle épouse Rodolphe IV de Nidau et recevra le comté de Neuchâtel après la mort de son père,

Du second mariage il a :
- Louis (20 mai 1344 - 18 novembre 1368), comte de Neuchâtel, il a un enfant illégitime Jean. Dès sa naissance il reçoit le fief de Gorgier de la part de Louis II de Savoie, baron de Vaud, par cette donation la seigneurie de Gorgier, qui sépare le comté de celle de Vaumarcus, permet aux terres de Neuchâtel de former une seule et même entité : « Nous. Louis de Savoie, seigneur de Vaud...donnons, cédons, tradons à notre très cher neveu Louis, comte et seigneur de Neufchàtel en fief et augmentation de fief, lequel il tient de nous et connaît de tenir, présent et recevant le fief et hommage du château et châtellenie de Gorgier... ». En mai 1365, à Soleure, il reçoit, avec d'autres comtes, le droit de souveraineté sur ses terres de la part de l'empereur Charles IV, l'année suivante il fait démolir plusieurs châteaux, dont ceux de Delémont, de Strassberg, de Bucancourt, de Baccontour et de Hoquincourt[1],
- Rodolphe (? - 1354/59),
- Varenne, (? - 1374/76), elle hérite de la baronnie Du Landeron dont elle confie et augmente les franchises en 1373. Elle épouse en 1360 Egon III de Fribourg, (? - 1385) : leur fils Conrad IV de Fribourg (1372-1424) assume, après sa tante maternelle Isabelle ci-dessus, la succession du comté de Neuchâtel.

Il laisse aussi quatre enfants adultérins de Pérusson (ou Pierretone), fille de Bourquin de Ravine :
- Vauthier, (? - 11 mars 1412[8]), il hérite, avec Jean, de la baronnie de Rochefort et des Verrières : « Nous, Louis, comte et sire de Neufchàtel...avons donné et donnons à Jean et à Vauthier, frères, nos bâtards nés de Pérusson fille jadis de Bourquin de Ramus...notre ville dite des Verrières...le chàtel de Rochefort et tous les hommes qui demeurent en la chàtellenie du dit chàtel... ». Il meurt décapité[9] le 11 mars 1412 pour avoir fait un faux visant à spolier le comte de Neuchâtel de ses prétentions sur Rochefort, son complice, le chanoine Jacques Leschet étant condamné à être noyé le 14 août 1412 ; après cela la baronnie de Rochefort sera reprise par Conrad IV de Furstemberg, comte de Neuchâtel, et son château détruit. Il épouse Françoise, fille de François seigneur de Colombier, dont il eut une fille mariée à Claude de Menthon,
- Jean (? - 1412), abbé de l'Île de Saint-Jean,
- Marguerite, elle reçoit le fief de Vaumarcus après le décès de son dernier propriétaire Jean d'Espagny, elle épouse Perronet, ou Perrin, Du Mont, châtelain de Boudry, puis en 1392 Pétremand petit-fils de Pierre III de Vaumarcus,
- Jeanne, elle épouse un seigneur de Joux et reçoit Val-de-Travers.

## Sources
- Jonas Boyve, Annales historiques du Comté de Neuchâtel et Valangin depuis Jules-César jusqu'en 1722, E. Mathey, 1854 (lire en ligne), p. 304 à 364
- Manuel généalogique pour servir à l'histoire de la Suisse, Tome I, Zurich, Société suisse d'héraldique, 1908 (lire en ligne), p. 101
- Georges Auguste Matile, Monuments de l'histoire de Neuchatel, Volume 2, Attinger, 1848 (lire en ligne), p. 1216
- Paul Vuille, Notes sur les premiers seigneurs de Neuchâtel, Musée neuchâtelois, 1979 (lire en ligne), p. 109 à 122
- Germain Hausmann, « Neuchâtel, Louis de » dans le Dictionnaire historique de la Suisse en ligne, version du 4 novembre 2011.
- Lionel Bartolini, « Neuchâtel, Vauthier de » dans le Dictionnaire historique de la Suisse en ligne, version du 1er octobre 2008.

### Liens
- Médiéval Généalogie